# Nacionalna država
Nacionálna držáva (tudi polítični národ) je družbeno-politična kategorija naroda kot etnične skupine, oblikovanega oz. povezanega v državo.
Nacija je način organiziranja narodne družbe na nekem prostoru oziroma ozemlju, kjer obstaja osrednja državna oblast; prebivalci te nacije pa čutijo pripadnost in imajo zato lojalen odnos do svoje države - nacija.
Problem v sodobnem času pa je postavitev etničnih in državnih mej, ki ne ustrezajo narodnostnim mejam. Tako je malo držav, ki bi imele le en sam narod. Za Slovence je naša nacija Republika Slovenija; tudi za slovenske narodnostne manjšine v Italiji, Avstriji in na Madžarskem in Slovence po vsem svetu.
Obstajajo pa tudi narodi, ki niso nacije; torej so brez lastne nacionalne države (Kurdi, Baski, Katalonci, Romi ...).
Kadar se v Sloveniji poimenuje vseslovenske institucije "nacionalni, -a, -o" je njihov značaj širši; vključujejo tudi javnost in Slovence onstran državne meje. Če gre za uradne pristojnosti, je ustreznejše poimenovanje "državni, -a, -o".